# 松田千奈
松田 千奈（まつだ せんな、1977年1月29日 - ）は、日本で活動するファッションモデル、元グラビアアイドル、女優。所属事務所はディスカバリー・ネクスト。

## 略歴
東京都出身。15歳で芸能界デビュー。高校生の頃から、グラビアアイドル誌にスクール水着姿で登場していた。
その後、『週刊プレイボーイ』などのグラビアでブレイクし、数多くの雑誌の表紙や巻頭グラビアに起用される。
テレビのレギュラー番組にも多数出演。『ギルガメッシュナイト』では水着姿で映画を紹介する『千奈のシネマクラブ』を担当。テレビ東京の『もぎたて朝一番』では早朝から水着で体操をするコーナーに出演。テレビ朝日の情報番組『H.I.P』では水曜日を担当した。
グラビアアイドルを卒業すると、テレビドラマやVシネマで女優としても活躍。ファッション誌『Ray』の専属モデル、ピーチジョンの初代モデルを務めた。
1999年（平成11年）、21歳でDJ・プロデューサーの宇治田みのると結婚し、芸能界を引退。同年12月、第一子を出産。子育てのさなか、2002年（平成14年）2月、山内順仁撮影によるデジタル写真集を発表し、復帰。同年10月には、デビューから10年間の集大成としてメモリアル写真集を発表。2005年（平成17年）4月、3年ぶりとなる写真集で現時点で最後のセミヌードを披露した。
現在は、主婦・母業の傍ら、雑誌『SAKURA』を中心に主にファッションモデルとして活動している。

## 人物
- グラビアアイドル当時の公称サイズは身長165cm、バスト93cm、ウエスト59cm、ヒップ88cm。
- 『Ray』の専属モデルとして活躍している頃、同誌の中国版が発刊となり、北京や上海などの大都市で同誌のビル広告に起用され、多くの中国人ファンも獲得した。
- 2007年（平成19年）1月に、『世界バリバリバリュー』（TBS系）に、カリスマモデルとして出演した際、子供が乳離れしてダイエットしたことで激痩せした結果、胸が小さくなった（サイズがF→A）と話し、今になって「やっぱり胸が大きかった方が良かったですね」と笑いながら語った。
- 趣味はスクーバダイビング、フラダンス、タヒチアンダンス。最近ではフラダンサー、タヒチアンダンサーとして舞台に立つこともある。特技はジェットスキーとし、小型3船舶の免許を持っている。

## 出演

### テレビドラマ
- ガールズplus1（1996年、フジテレビ系）- ミチコ 役
- 冷たい月（1998年、読売テレビ=日本テレビ系）
- きらきらひかる 第9話（1998年、フジテレビ系）
- 青い花火（1998年11月、NHK）
- ボーダー 犯罪心理捜査ファイル（1999年、読売テレビ=日本テレビ系）

### オリジナルビデオ
- はいすくーる・ゴーストバスターズ（1995年）
- 平成ハレンチ学園（1996年）
- 新・男樹（1997年） - 木島秀美（組合長の娘） 役
- 新・男樹2（1997年） - 木島秀美（組合長の娘） 役
- はやく起きてヨ！（1998年）
- 新・どチンピラ（1998年）
- 新・どチンピラ2（1998年）
- 仁義20 裏切りの報酬（1999年） - しようこ 役

### 映画
- 銃爪（1998年、佐々木正人監督） - 津川香織 役

### CM
- GL HEART（1995年）
- ONIX（1996・1998年）
- 日産自動車「SUVサファリ・テラノ・ホットダット」（1997年）
- ピーチ・ジョン（1999年）
- コパトーン（1999年）

### ミュージックビデオ
- サザンオールスターズ「太陽は罪な奴」（1996年）

## 書籍

### 写真集
- Wild Cat（1994/3/20、桜桃書房）※表紙には名前が「China Matsuda」と表記されている。
- COMING（1994/11/15、コンパス）
- Ohかわいい娘（1995/1、コンパス） ※オムニバス
- Love（1995/4/1、ぶんか社）
- ウォーター・エンジェル（1995/7、英知出版）
- PHOTO FLOPPS Vol.4（1995/9/30、ドーム）
- まるごと松田千奈 CD-ROM（1995/11、英知出版）
- FD 松田千奈（1995/12、ドーム）
- APPLE（1996/1/20、桜桃書房）
- Sensation（1996/5/5、近代映画社）
- DESIRE（1997/2/1、TIS）
- The 10th ANNIVERSARY MEMORIAL BOOK 松田千奈写真集1992‐2002（2002/9/25、アクアハウス）
- 1007,39.（2005/4/4、講談社）

### 雑誌
- デラべっぴん No.110（1995年1月号、英知出版）表紙

### イメージビデオ・DVD
- 巨乳美少女（1994/8/19、笠倉出版社）
- 水着を脱いだ17才（1994/12、芳友舎）
- 美乳（1995/5、笠倉出版社）
- 水着の下のときめき（1995/7/25、芳友舎）
- 胸で感じたい（1995/12、芳友メディアプロデュース）
- Final Beauty 松田千奈（1995/10、竹書房）
- Jamaican Blue（1996/12/16、ポニーキャニオン）
- ウォーターメロン（松田千奈・三宮位知子、1996/11/25、h.m.p）

### 携帯サイト
- 山内順仁パララ